# Équipe du Burkina Faso de football
Cet article traite de l'équipe masculine. Pour l'équipe féminine, voir Équipe du Burkina Faso féminine de football.
Maillots
Actualités
L'équipe du Burkina Faso de football est constituée d'une sélection des meilleurs joueurs burkinabè sous l'égide de la Fédération burkinabè de football (FBF). L'équipe nationale fut nommée l'équipe de Haute-Volta de football jusqu'en 1984, date à laquelle la Haute-Volta devint le Burkina Faso. Les joueurs du Burkina Faso sont surnommés les « Étalons » en référence à l'emblème du pays et à la légende de la princesse Yennenga et de son cheval.
Le Burkina Faso a réalisé ses meilleures performances dans les années 2010, en atteignant la finale de la Coupe d'Afrique 2013 puis en terminant à la troisième place lors de l'édition 2017. L'équipe a également terminé à la quatrième place lors des éditions 1998 (jouée à domicile) et 2021 lors de la coupe d'Afrique des Nations au Cameroun.

## Histoire

### Les débuts de la sélection sous le maillot de la Haute-Volta

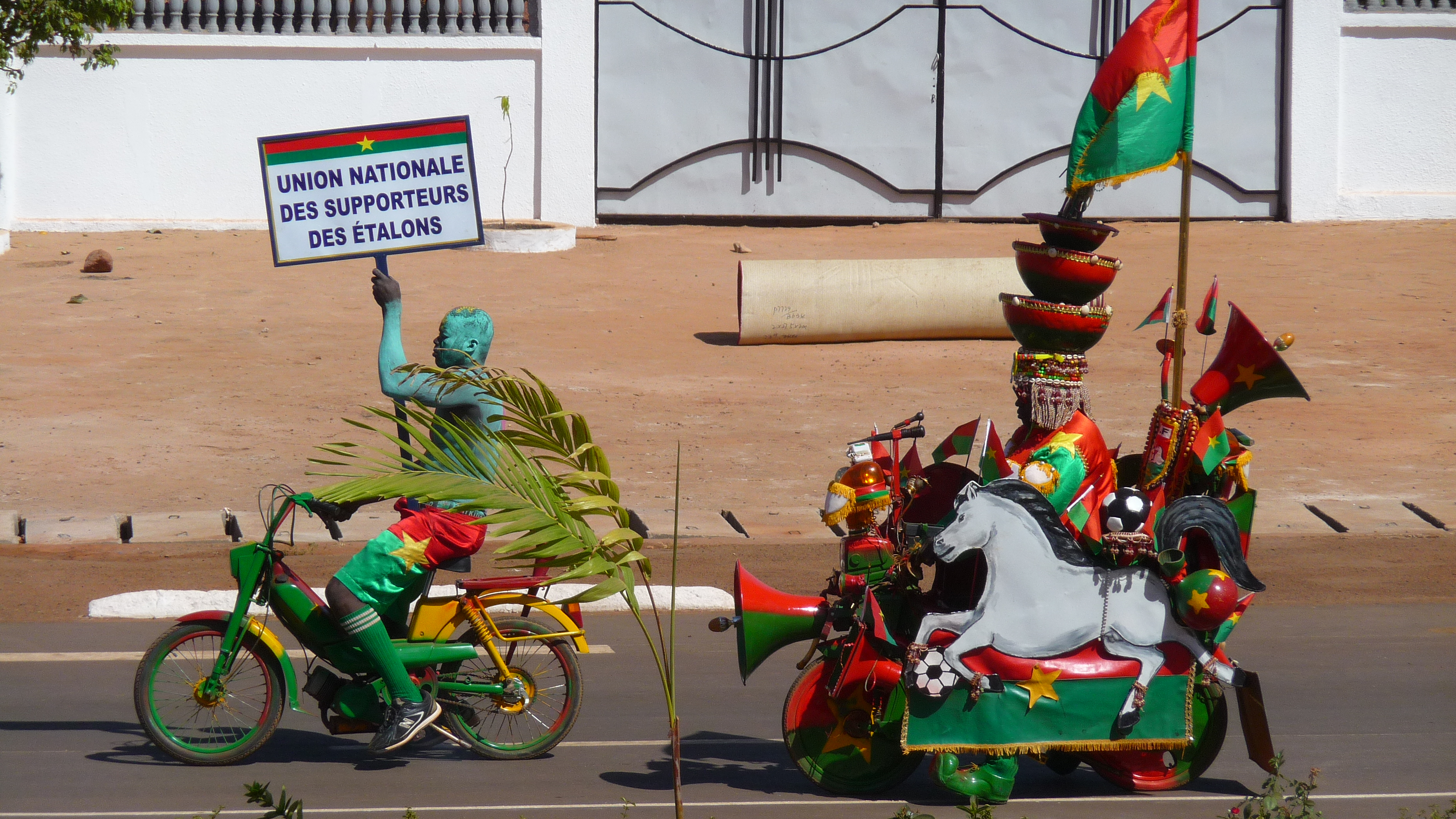
Supporters des Étalons.

La Fédération voltaïque de football est fondée en 1960, dans la foulée de l'acquisition de l'indépendance du pays. Sa création aussi rapide marque une volonté des dirigeants politiques de l'époque d'affirmer la souveraineté de l'État naissant, au même titre que la reconnaissance à l'ONU: « Étant donné que l’État voltaïque venait d’acquérir sa pleine capacité nationale et internationale, […], nous devions sur le plan sportif acquérir aussi notre complète autonomie » (Maxime Ouédraogo, premier président de la Fédération voltaïque lors de l'assemblée constitutive en juillet 1960).
Cette reconnaissance internationale, la fédération voltaïque l'obtient en 1964 avec ses affiliations successives à la FIFA et à la Confédération africaine de football. Le premier match officiel du pays (sous le nom de Haute-Volta) est joué contre le Gabon, à Madagascar, le 13 avril 1960, et se solde par une victoire voltaïque sur le score de 5 buts à 4.
La première participation à une compétition internationale de la Haute-Volta est la  Coupe d'Afrique des nations (CAN) en 1968 où l'équipe ne dépasse pas le stade du tour préliminaire, perdant tous ses matchs (aller et retour) contre le Mali et l'Algérie. Il faut attendre l'édition 1978 pour voir la Haute-Volta atteindre le tableau final. Lors de cette CAN, les Étalons sont éliminés au premier tour avec trois défaites contre le Nigeria (2-4, Hien et Koïta marquant les deux seuls buts de l'équipe voltaïque), la Zambie (0-2) et le Ghana (0-3).
La même année, la sélection nationale participe pour la première fois à la Coupe du monde de football, mais elle est battue au premier tour des phases préliminaires par la Côte d’Ivoire. Le pays ne s'inscrit pas aux deux éditions suivantes en raison du contexte politique.
Durant cette période, la Haute-Volta subit sa plus large défaite le 30 août 1981, à l’extérieur, contre l’Algérie, sur le score de 7 buts à 0.

### De 1984 à 1998 sous le maillot du Burkina Faso
À la suite du changement de nom du pays, la fédération est rebaptisée Fédération burkinabè de football. Le premier match officiel sous le nom de Burkina Faso est joué à domicile, le 28 juillet 1984, contre la Chine, et se solde par un match nul (0-0). Le climat politique révolutionnaire du pays empêche la sélection nationale à participer à des compétitions internationales entre 1984 et 1988.
Ensuite, les Étalons sont éliminés en tours préliminaires de Coupe du monde lors de chaque tentative, et n'atteignent le tableau final de la CAN qu'une fois en 1996 sous la direction du sélectionneur Idrissa Malo Traoré (dit « Saboteur »). Ils sont alors éliminés dès les phases de poule avec trois défaites contre la Sierra Leone (2-1), l’Algérie (2-1) et la Zambie (5-1).

### Première performance lors de la CAN 1998 à domicile
La CAN 1998, organisée au Burkina Faso, marque la première réussite de l’équipe du Burkina Faso, emmenée alors par le sélectionneur français Philippe Troussier et des joueurs tels que Kassoum Ouédraogo, Roméo Bébé Kambou, Seydou Traoré, Brahima Traoré, Ibrahim Diarra, Ibrahim Tallé. Durant cette édition, les Étalons soulèvent une énorme ferveur populaire en atteignant pour la première fois les demi-finales.
Au premier tour, le Burkina Faso démarre difficilement la compétition en perdant le match d'ouverture contre le Cameroun mais il remporte ensuite deux victoires contre l’Algérie puis la Guinée. Ces deux succès permettent aux Burkinabè de terminer deuxième de leur groupe et d'atteindre pour la première fois le stade des quarts de finale. À ce niveau, les Étalons doivent attendre la séance de tirs au but pour battre la Tunisie. En demi-finale, ils perdent contre les Égyptiens, futurs vainqueurs de la compétition. Lors de la petite finale contre la RD Congo, le Burkina mène 3-1 mais se fait remonter dans les dix dernières minutes (4-4) et finit par perdre aux tirs au but.
Les Ėtalons prennent ainsi la quatrième place de la compétition ; Kassoum Ouédraogo dit Zico est le meilleur buteur burkinabè avec 2 réalisations.

### De 1998 à 2009, la période de disette
Pour la phase préliminaire de la Coupe du monde 1998, l’équipe du Burkina Faso bat la Mauritanie au premier tour, mais perd ses six matchs au second tour contre le Nigeria, le Kenya et la Guinée. Lors de la CAN 2000, le Burkina est éliminé au premier tour avec deux défaites contre l’Égypte et le Sénégal et un match nul contre la Zambie.
Pour la Coupe du monde 2002, l'équipe burkinabè s'impose contre l’Éthiopie au premier tour préliminaire puis, au second tour, elle finit devant le Malawi mais derrière l’Afrique du Sud et le Zimbabwe. Lors de la CAN 2002, le Burkina Faso est éliminé dès le premier tour des éliminatoires avec un match nul contre l’Afrique du Sud et deux défaites contre le Ghana et contre le Maroc.
Malgré ces contre-performances, c'est durant cette période que le Burkina Faso enregistre sa plus large victoire en coupe d'Afrique des Nations, le 7 juin 2003, à Ouagadougou, contre le Mozambique, sur un score de 4 buts à 0.
Durant la CAN 2004, les Étalons sont éliminés au premier tour avec un match nul contre le Sénégal et deux défaites contre le Mali et le Kenya. Ils échouent ensuite au tour préliminaire de la CAN 2006.
Pour la Coupe du monde 2006, l’équipe du Burkina Faso passe le premier tour des qualifications grâce au forfait de la République centrafricaine. Au second tour, elle est éliminée en terminant quatrième de son groupe derrière le Ghana, la RD Congo et l’Afrique du Sud.
En 2007, le sélectionneur portugais Paulo Duarte est nommé à la tête de l'équipe. Malgré ce changement, en 2008, le Burkina ne parvient pas à dépasser la phase préliminaire de la  CAN, pour la deuxième fois consécutive.

### 2010-2012, les espoirs déçus
Lors de la campagne de qualification couplée pour la CAN 2010 et la Coupe du monde de football 2010, Paulo Duarte est reconduit dans ses fonctions de sélectionneur. Au deuxième tour, l'équipe crée la sensation en gagnant ses quatre premiers matchs, y compris contre la Tunisie, qui était pourtant la favorite du groupe. Moumouni Dagano est le meilleur buteur de ces éliminatoires avec 7 buts en 6 matchs. Dans cette équipe, outre Dagano, Paulo Duarte peut compter notamment sur des joueurs comme Jonathan Pitroipa, Charles Kaboré, Youssouf Koné et Habib Bamogo. Sur les vingt-trois joueurs sélectionnés pour la CAN 2010, neuf avaient déjà joué en France, en équipes de jeunes ou dans des équipes professionnelles. Les Étalons obtiennent leur ticket pour la phase finale en Angola en finissant deuxième du troisième tour derrière la Côte d'Ivoire. En revanche, seuls les Ivoiriens sont qualifiés pour la Coupe du monde.
Malgré cette première phase prometteuse, les Étalons héritent du groupe dit « de la mort » pour la CAN 2010, avec la Côte d’Ivoire, le Ghana et le Togo. L'équipe burkinabè finit troisième et dernière du groupe (le Togo ayant déclaré forfait entre-temps). Ces déceptions n'empêchent pas l'équipe d'atteindre la meilleure place de son histoire au classement Fifa grâce à ses performances en éliminatoires : 37e en juin 2011.
Le 3 septembre 2011, l'équipe se qualifie pour la CAN 2012 sans jouer, en bénéficiant de la défaite de la Gambie face à la Namibie (1-0). Le Burkina Faso, toujours sous l'égide de Paulo Duarte, affiche alors de hautes ambitions grâce à l'une de ses plus prometteuses générations emmenée par le rugueux milieu défensif de l'Olympique de Marseille Charles Kaboré, le roc défensif de l'Olympique lyonnais Bakary Koné, le pied gauche du Lorientais Alain Traoré et l'ailier du Stade rennais, Jonathan Pitroipa. Pourtant, avec trois défaites et seulement deux buts marqués, la sélection déçoit et est éliminée dès le premier tour. Duarte quitte la tête de la sélection peu de temps après.

### CAN 2013: l'épopée sud-africaine
Le 24 mars 2012, le Belge Paul Put devient le nouvel entraîneur des Étalons. Les débuts sont difficiles avec deux défaites consécutives pour les premiers matchs de  qualification à la Coupe du monde 2014, en juin 2012. Puis, après leur victoire en barrage contre la République centrafricaine, les Étalons relèvent la tête en se qualifiant pour la CAN 2013, où ils sont placés dans le groupe C aux côtés du Nigeria, de la Zambie (Championne d'Afrique en titre) et de l'Éthiopie.
L'équipe montre alors un tout autre visage que lors de la précédente édition. Elle termine première de sa poule, en battant notamment l'Éthiopie sur un score de 4-0, mettant fin à une série de 18 matchs sans victoire en phase finale de la CAN (depuis le quart de finale de 1998). C'est également une des plus larges victoires dans l'histoire de la sélection nationale. Le 3 février, en quarts de finale, le Burkina est confronté au Togo. Au terme d'un match âpre, les Étalons arrachent la victoire grâce à un but de Pitroipa dans les prolongations, à la 105e minute. Ils rééditent ainsi l'exploit de la CAN 98 en atteignant les demi-finales où ils rencontrent les Black Stars du Ghana.
Le 6 février, les Étalons écrivent une nouvelle page de leur histoire en accédant pour la première fois à la finale de la compétition. Dominés techniquement et physiquement en début de rencontre par les Ghanéens qui ouvrent le score, les joueurs de Paul Put renversent la situation en milieu de seconde période notamment grâce à Aristide Bancé. Ce dernier égalise à la 60e minute puis met plusieurs fois à mal la défense ghanéenne sans pour autant concrétiser. Finalement, le score ne bouge pas et le Burkina obtient la victoire après la séance de tirs au but (3-2).
L'arbitrage de Selim Jedidi (sorti sous les sifflets du stade) a fait l'objet de critiques sur plusieurs points litigieux : le pénalty accordé au Ghana (leur permettant d'ouvrir le score en début de rencontre), un but refusé au Burkina dans les prolongations, deux fautes non sifflées de Paul Koulibaly et enfin une faute sifflée sur Jonathan Pitroipa dans la surface ghanéenne, n'accordant pas de pénalty aux Burkinabès et excluant l'attaquant de la rencontre (pour un second carton jaune). Dès le lendemain, le staff de l'équipe burkinabèe porte réclamation auprès de la CAF qui décide de suspendre l'arbitre. Pour autant, le sort de Pitroipa reste en suspens jusqu'à ce que l'arbitre reconnaisse son erreur dans son rapport devant la commission de la CAF. L'attaquant voit alors sa sanction levée.
C'est donc avec une équipe au quasi complet (seul Alain Traoré blessé manque à l'appel) que les Étalons retrouvent les Super Eagles du Nigeria le 10 février à Johannesburg pour la finale de cette édition. Devant 85 000 spectateurs, les Burkinabès tentent d'arracher leur premier titre mais échouent en encaissant un but à la 40e minute, ne parvenant jamais à égaliser.
Malgré cette défaite, ils font un retour triomphal à Ouagadougou où plusieurs milliers de personnes les attendent et les acclament depuis l'aéroport jusqu'à leur hôtel. Le 12 février, l'ensemble de l'équipe et de l'encadrement est décoré et fait officier de l'Ordre national burkinabè.

### L'échec de la CAN 2015 puis la troisième place de la CAN 2017 et manque de stabilité au plus haut niveau
Après sa réussite lors de l'édition précédente, le Burkina Faso est attendu au tournant pour la CAN 2015. Mais les Étalons échouent dès la phase de poule, encaissant deux défaites contre le Gabon et le Congo et un match nul contre la Guinée équatoriale, hôte de la compétition.
Les Étalons reviennent en forme deux ans plus tard, lors de la CAN 2017, alors que Paulo Duarte est à nouveau sélectionneur national depuis 2016. Dans le groupe A, ils commencent par deux matchs nuls contre le Cameroun et le Gabon (pays hôte), puis terminent avec une victoire contre la Guinée-Bissau, qui leur permet de terminer en tête du groupe devant le Cameroun, grâce à la différence de buts. En quarts de finale, les Burkinabès s'imposent face aux Tunisiens grâce à deux buts inscrits en fin de partie. Ils affrontent ensuite l'Égypte en demi-finale. Leurs adversaires ouvrent la marque en deuxième période puis les Étalons égalisent sept minutes plus tard. La victoire se joue aux tirs au but, que l'Égypte remporte 4 à 3. Lors de la petite finale, le Burkina s'empare de la troisième place de la compétition en battant le Ghana 1 à 0 grâce à un but d'Alain Traoré sur coup franc à la 89e minute. Les Étalons terminent sur le podium de la CAN pour la deuxième fois de leur histoire, quatre ans après la deuxième place acquise en Afrique du Sud.
En décembre 2019, Jonathan Pitroipa a annoncé qu'il mettait fin à sa carrière internationale de football après avoir joué pendant 13 ans pour les Stallions.  À la surprise générale, le Burkina  n'est pas qualifié pour la CAN 2019 en Égypte aux dépens de l'Angola et la Mauritanie.  Ils font leur retour dans la compétition lors de l'édition suivante au Cameroun. Ils terminent 2e de leur groupe devant le Cap Vert et l'Éthiopie puis derrière le pays hôte. Ils sortent respectivement le Gabon et la Tunisie mais s'inclinent contre le Sénégal dans le dernier carré.  Lors du match pour la 3e place contre les lions indomptables, les étalons mènent 3-0 mais se font rattraper avant de s'incliner aux tirs au but. Comme toujours, le Burkina ne poursuit pas sur sa lancée et se fait sortir en huitièmes de finale lors de la CAN 2023 en Côte d'Ivoire contre les aigles du Mali.

### Sélectionneurs
- Mars 2024 : Brama Traoré

Précédemment entraineur des U17, il a été nommé sélectionneur de l’équipe nationale des Étalons le 11 mars 2024,,.
- Avril 2022 : Hubert Velud

En Avril 2022, la Fédération burkinabè de football a validé la candidature du français Hubert Velud comme sélectionneur des Étalons,.

## Palmarès

### Classement FIFA
| Année              | 1993 | 1994 | 1995 | 1996 | 1997 | 1998 | 1999 | 2000 | 2001 | 2002 | 2003 | 2004 | 2005 | 2006 | 2007 | 2008 | 2009 | 2010 | 2011 | 2012 | 2013 | 2014 | 2015 | 2016 | 2017 | 2018 | 2019 | 2020 | 2021 | 2022 | 2023 |
| ------------------ | ---- | ---- | ---- | ---- | ---- | ---- | ---- | ---- | ---- | ---- | ---- | ---- | ---- | ---- | ---- | ---- | ---- | ---- | ---- | ---- | ---- | ---- | ---- | ---- | ---- | ---- | ---- | ---- | ---- | ---- | ---- |
| Classement mondial | 127  | 97   | 101  | 107  | 106  | 75   | 71   | 69   | 78   | 75   | 78   | 84   | 87   | 61   | 113  | 62   | 49   | 41   | 62   | 89   | 53   | 63   | 89   | 50   | 44   | 61   | 59   | 58   | 60   | 50   | 57   |

### Parcours en Coupe du monde
| Année | Position     |      | Année         | Position |                        | Année | Position |
| 1930  | Non inscrite | 1974 | Non inscrite  | 2010     | Non qualifiée          |       |          |
| 1934  | Non inscrite | 1978 | Non qualifiée | 2014     | Non qualifiée          |       |          |
| 1938  | Non inscrite | 1982 | Non inscrite  | 2018     | Non qualifiée          |       |          |
| 1950  | Non inscrite | 1986 | Non inscrite  | 2022     | Non qualifiée          |       |          |
| 1954  | Non inscrite | 1990 | Non qualifiée | 2026     | Éliminatoires en cours |       |          |
| 1958  | Non inscrite | 1994 | Forfait       | 2030     | À venir                |       |          |
| 1962  | Non inscrite | 1998 | Non qualifiée | 2034     | À venir                |       |          |
| 1966  | Non inscrite | 2002 | Non qualifiée |          |                        |       |          |
| 1970  | Non inscrite | 2006 | Non qualifiée |          |                        |       |          |

### Parcours en Coupe d'Afrique
| Année | Position          |      | Année             | Position |                    | Année | Position |
| 1957  | Non inscrit       | 1982 | Tour préliminaire | 2006     | Tour préliminaire  |       |          |
| 1959  | Non inscrit       | 1984 | Non inscrit       | 2008     | Tour préliminaire  |       |          |
| 1962  | Non inscrit       | 1986 | Non inscrit       | 2010     | 1er tour           |       |          |
| 1963  | Non inscrit       | 1988 | Non inscrit       | 2012     | 1er tour           |       |          |
| 1965  | Non inscrit       | 1990 | Tour préliminaire | 2013     | Finaliste          |       |          |
| 1968  | Tour préliminaire | 1992 | Tour préliminaire | 2015     | 1er tour           |       |          |
| 1970  | Forfait           | 1994 | Forfait           | 2017     | Demi-finale (3e)   |       |          |
| 1972  | Forfait           | 1996 | 1er tour          | 2019     | Tour préliminaire  |       |          |
| 1974  | Tour préliminaire | 1998 | Demi-finale (4e)  | 2021     | Demi-finale (4e)   |       |          |
| 1976  | Non inscrit       | 2000 | 1er tour          | 2023     | Huitième de finale |       |          |
| 1978  | 1er tour          | 2002 | 1er tour          | 2025     | À venir            |       |          |
| 1980  | Non inscrit       | 2004 | 1er tour          | 2027     | À venir            |       |          |

## Personnalités

### Joueurs
| Rang | Joueur                | Carrière  | Sélections |
| ---- | --------------------- | --------- | ---------- |
| 1    | Charles Kaboré        | 2006-2021 | 102        |
| 2    | Steeve Yago           | 2013-     | 86         |
| 3    | Jonathan Pitroipa     | 2006-2019 | 84         |
| 4    | Moumouni Dagano       | 2001-2016 | 83         |
| 4    | Bakary Koné           | 2006-2019 | 83         |
| 6    | Issoufou Dayo         | 2013-     | 81         |
| 7    | Bertrand Traoré       | 2011-     | 80         |
| 8    | Aristide Bancé        | 2003-2019 | 79         |
| 9    | Saïdou Panandétiguiri | 2002-2013 | 66         |
| 9    | Alain Traoré          | 2006-2021 | 66         |

| Rang | Joueur            | Carrière  | Buts |
| ---- | ----------------- | --------- | ---- |
| 1    | Moumouni Dagano   | 2001-2016 | 34   |
| 2    | Aristide Bancé    | 2003-2019 | 24   |
| 3    | Bertrand Traoré   | 2011-     | 22   |
| 4    | Alain Traoré      | 2006-2021 | 21   |
| 5    | Jonathan Pitroipa | 2006-2019 | 19   |
| 6    | Lassina Traoré    | 2017-     | 16   |
| 7    | Préjuce Nakoulma  | 2012-2019 | 13   |
| 7    | Mamadou Zongo     | 1996-2013 | 13   |
| 9    | Oumar Barro       | 1996-2003 | 10   |
| 9    | Amadou Touré      | 1998-2006 | 10   |
| 9    | Dango Ouattara    | 2021-     | 10   |

Mis à jour le 24 mars 2025. Les joueurs en gras sont encore en activité.

### Sélectionneurs
Avant 2000
| 1976-1978    | 1988-1990            | 1992-1993             | 1993-1996           | 1996-1997   | 1997-1997   | 1997-1998          | 1998-1999       |
| ------------ | -------------------- | --------------------- | ------------------- | ----------- | ----------- | ------------------ | --------------- |
| Otto Pfister | Heinz-Peter Überjahn | 🇩🇿 Oualikene Amokrane | Idrissa Malo Traoré | Ivan Voutov | Malik Jabir | Philippe Troussier | Didier Notheaux |

Après 2000
| 1999-2000    | 2000-2002     | 2002-2004        | 2004-2005     | 2005-2006       | 2006-2007           | 2007-2007       | 2007-2012    | 2012-2015 | 2015        | 2016-2019    | 2019-2022  | 2022-2024    | 2024-        |
| ------------ | ------------- | ---------------- | ------------- | --------------- | ------------------- | --------------- | ------------ | --------- | ----------- | ------------ | ---------- | ------------ | ------------ |
| René Taelman | Sidiki Diarra | Jean-Paul Rabier | Ivica Todorov | Bernard Simondi | Idrissa Malo Traoré | Didier Notheaux | Paulo Duarte | Paul Put  | Gernot Rohr | Paulo Duarte | Kamou Malo | Hubert Velud | Brama Traoré |